# Nguyễn Văn Bênh
Nguyễn Văn Bênh (sinh 1958) là đại biểu Quốc hội Việt Nam khóa X. Ông thuộc đoàn đại biểu Tây Ninh.
Tên thường gọi: Nguyễn Văn Bênh
Ngày sinh: 16/6/1958
Giới tính: Nam
Dân tộc: Kinh
Tôn giáo: Không
Quê quán: Xã Gia Lộc, huyện Trảng Bàng, Tây Ninh
Trình độ chính trị: Cử nhân
Trình độ chuyên môn: Đại học Sư phạm
Nghề nghiệp, chức vụ: Phó Chủ tịch thường trực UBMTTQ tỉnh Tây Ninh
Nơi làm việc: UBMTTQ tỉnh Tây Ninh
Nơi ứng cử: Tây Ninh
Đại biểu Quốc hội khoá: X
Đại biểu chuyên trách: Không
Đại biểu Hội đồng Nhân dân: Không